# 波波爾·烏

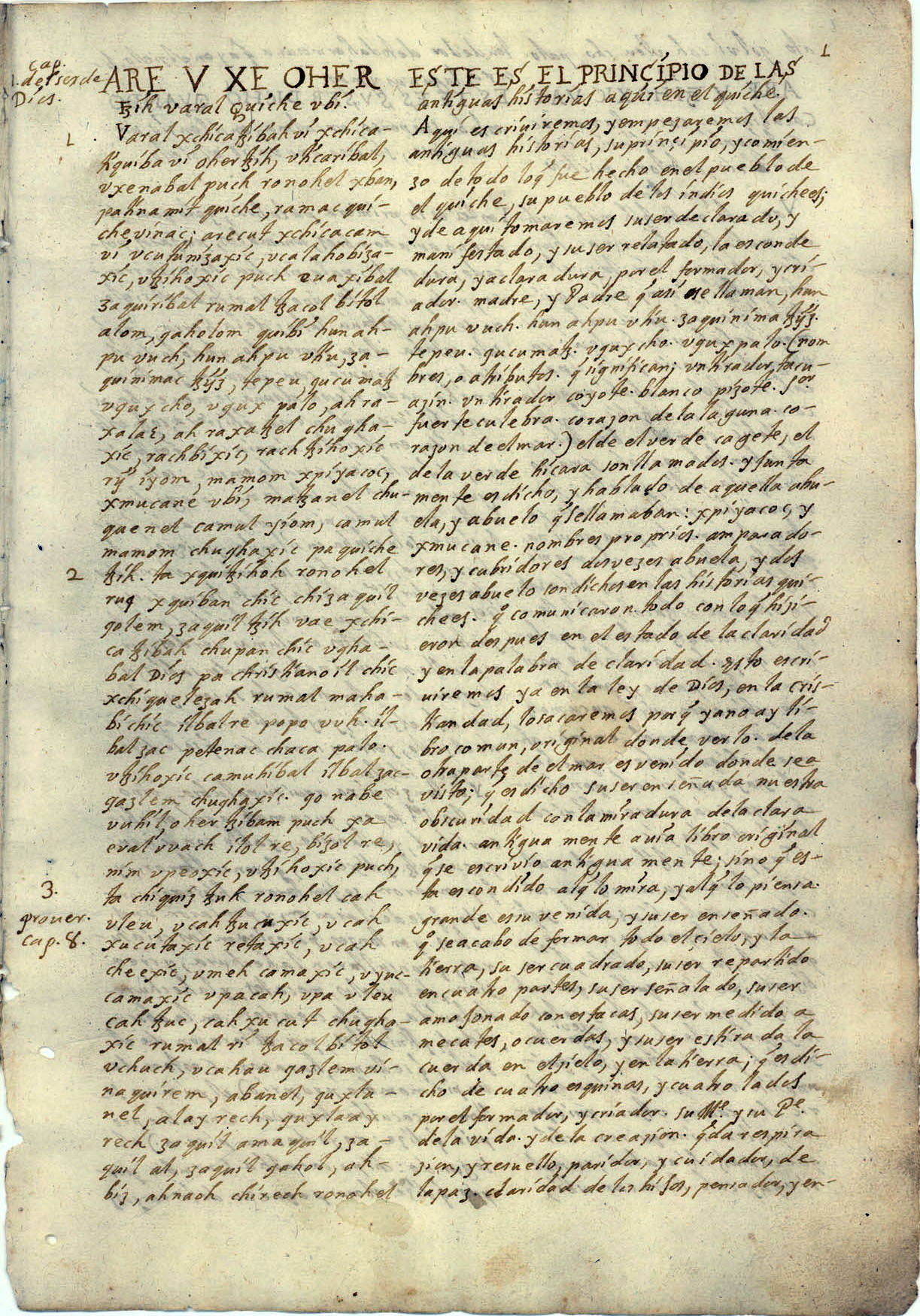
《波波爾·烏》最早的手抄本，法蘭西斯可‧席梅內茲，約1701年

《波波爾·烏》（Popol Vuh，「議會之書」，以現代的基切語拼音系統拼音為 Popol Wuj）是瓜地馬拉馬雅文明基切人的聖書。
在基切語中，“波波爾”（Popol）的原意是“草垫”，“烏”（Vuh，現代基切語的拼音为 Wuj）的原意是“纸”。

## 簡介
此書一開始為馬雅文明的創世神話，緊接著是馬雅雙胞胎英雄烏納普及斯巴蘭克這兩位在馬雅神話中極重要角色的故事。《波波爾·烏》之後又圍繞在王族以及欲以神力維持統治的眾神身上，詳細描述了基切人的歷史與建國基礎。
以下為此創世神話初章的第一句，以現代的拼字系統與標點符號書寫：
Are utzijoxik wa'e
k'ak atz'ininoq,
k'akachamamoq,
katz'inonik,
k'akasilanik,
k'akalolinik,
katolona puch upa kaj.
「此處記述了如何
一切處於懸止，
一切平靜，
處於靜默；
一切靜止，
寂靜，
而天穹的領域是空洞的。」

## 歷史
《波波爾·烏》最著名且最完整的手稿是以基切語書寫成的。西班牙人在征服瓜地馬拉之後，禁止了馬雅文字的使用，並開始拉丁文字的教授；但一些馬雅的祭司和書記仍偷偷地以馬雅文字抄寫一些古老典籍，其中一份《波波爾·烏》的手抄本於1702年為一位神父法蘭西斯可‧席梅內茲（Francisco Ximénez）在瓜地馬拉一個小鎮奇奇卡斯德南哥發現。席梅內茲並沒有將之燒毀，反而將它抄寫下來，又將之翻譯成西班牙文。席梅內茲神父的手抄本與翻譯本一直被世人遺忘在瓜地馬拉市聖卡洛斯圖書館的一處角落，直到1854年才由 Brasseur de Bourbourg 及 Carl Scherzer 發現。兩位發現者在幾年後出版了法文與西班牙文的翻譯，為《波波爾·烏》在世間流傳的開始。
席梅內茲的手稿的部分內容乃根據一份更早的馬雅文獻的翻譯，被一些學者認為與原始的內容有出入，也證明《波波爾·烏》是根據更早的文獻所寫成。無論如何，此書顯然在西班牙征服時期被增改了部分內容，最明顯的部分就是將後來瓜地馬拉的西班牙政府描述為先前馬雅統治者的繼承者。
此份手稿現保存於芝加哥的紐伯利圖書館。

## 其他來源
前哥倫布時期的馬雅陪葬陶器常有以馬雅文字書寫的《波波爾·烏》部分內容或章節，以及一些故事中的情節描繪。部分《波波爾·烏》中的故事，至今仍以民間傳說的形式流傳於現代馬雅人的口中；事實上，一些20世紀人類學家經由這些馬雅人口裡記錄的古老故事情節，可能比席梅內茲手稿所描述的更為詳細。

## 外部連結
- Metareligion 網站上的《波波爾·烏》英文譯本 （页面存档备份，存于）
- 《波波爾·烏》英文譯本
- 《波波爾·烏》英文譯本 （页面存档备份，存于）
- 厦门少年儿童图书馆 網站上的《波波爾·烏》相关介绍[]